# Толленон
Толленон (лат. tolleno — «подъёмный рычаг») — античное осадное орудие, использовавшее принцип рычага и напоминавшее колодезный журавль.

## Описание

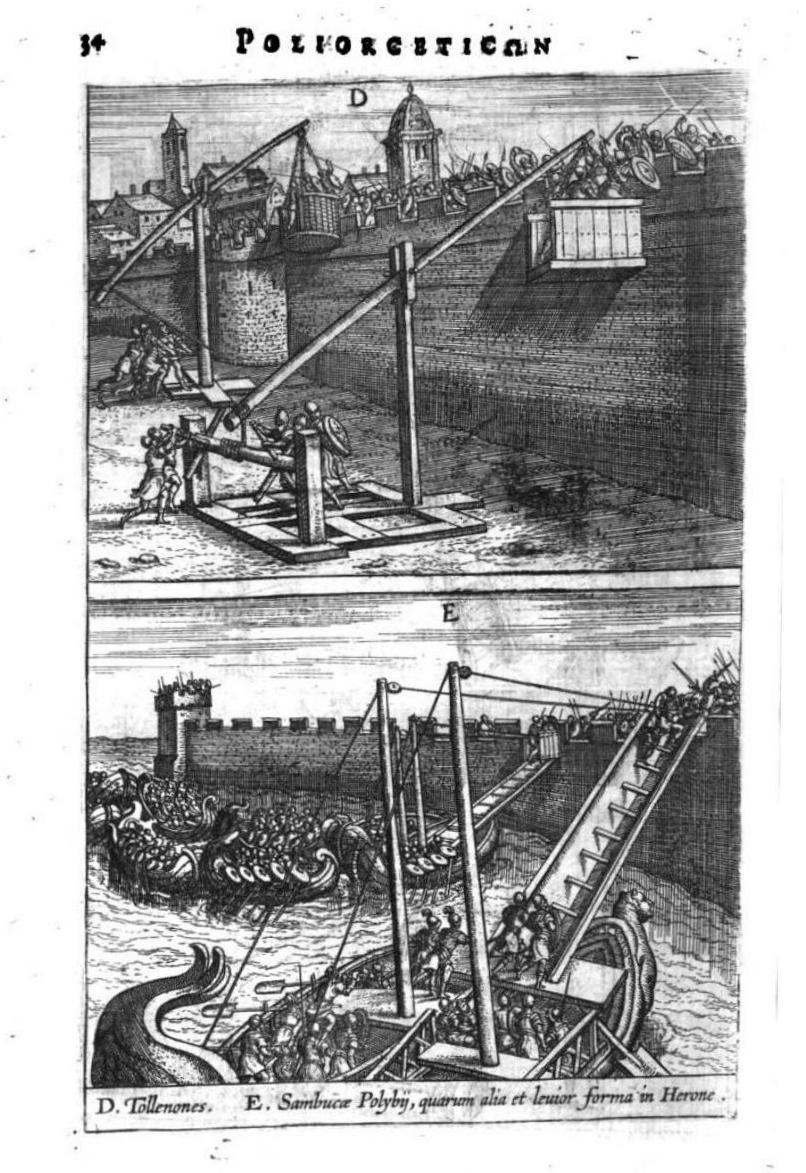
Толленон (вверху) и самбука в представлении художника конца XVI века

Толленон представлял собой две балки, одна из которых устанавливалась вертикально, а другая, более длинная, подвижно крепилась поперёк первой в состоянии равновесия. На конце поперечной балки находилась корзина или ящик, вмещавший группу воинов и поднимавшийся на нужную высоту, когда противоположный конец при помощи канатов опускался. Толленон использовался для того, чтобы быстро поднять воинов на стену осаждённой крепости. Осаждённые могли применять похожее приспособление для того, чтобы сбрасывать на осадные машины противника, работающие под стенами, тяжёлые предметы: чушки свинца, каменные глыбы, брёвна.
Этим же термином обозначалась машина, предназначенная для захвата вражеских воинов, близко подошедших к стенам. Тацит так описывает её действие в ходе осады Старых лагерей (70 год н. э.) во время Батавского восстания:

Тем временем легионеры, более опытные, чем батавы, и превосходящие их в воинском искусстве, тоже соорудили множество машин. Особенный ужас наводил на варваров длинный гибкий рычаг, который неожиданно опускался на строй противника, выхватывал одного или нескольких человек и, взмыв под действием противовесов, перебрасывал захваченных воинов на глазах их товарищей за стены лагеря.

О приспособлении, действующем по аналогичному принципу, упоминал Эней Тактик ещё в IV веке до н. э. Полибий приводит описание машины, построенной Архимедом во время осады Сиракуз (214—212 годы до н. э.) для борьбы с вражескими кораблями: она была способна захватывать и переворачивать суда римлян, слишком близко подошедшие к городским стенам.

## Интересный факт
В Средние века существовала осадная машина, предназначенная главным образом для подъёма лучников над укреплениями осаждённых, с очень похожим названием — тоннелон (нем. Tonnelon; фр. tonnelon).